# Diccionari d'historiadors de l'art català, valencià i balear
El Diccionari d'historiadors de l'art català, valencià i balear és un projecte i una obra enciclopèdica que vol aplegar tots els historiadors de l'art català. S'inicià l'any 2011, i començà a aparèixer en línia el 2012. Està dirigit per Francesc Fontbona i Bonaventura Bassegoda i Hugas, i és impulsat per l'Institut d'Estudis Catalans. No es tracta d'una obra acabada, sinó d'un treball en curs en continua elaboració.
Aquesta iniciativa reuneix centenars d'experts. El web disposa d'un cercador per trobar els historiadors per les seves especialitats i pels artistes sobre els quals han escrit. Quan començà el projecte s'anomenava Diccionari d'historiadors de l'art català, però a partir de l'edició del 2015, amb la incorporació progressiva d'historiadors valencians i balears, acabà rebent l'actual denominació Diccionari d'historiadors de l'art català, valencià i balear.
En la 32a edició dels Premis ACCA, l'any 2015 va rebre el Premi Iniciatives, per tal de reconèixer l'esforç d'ordenació del conjunt de dones i d'homes que han contribuït, des dels territoris de parla catalana, a la construcció de la història de l'art, del país i de més enllà.